# Columbine
Columbine er navnet på en karakter fra Teatret. Hun er datter af den pengegriske Kassander. Kassander ser altid Columbine med en eller anden bejler, men hun vil meget hellere giftes med Harlekin.
Columbine optræder i mange forestillinger på Tivolis Pantomimeteater. Hun er også med i Tivolis opsætning af Nøddeknækkeren.